# Hardy (Arkansas)
Hardy – miasto w Stanach Zjednoczonych, w stanie Arkansas, w hrabstwie Sharp.